# Videojuego de disparos en tercera persona

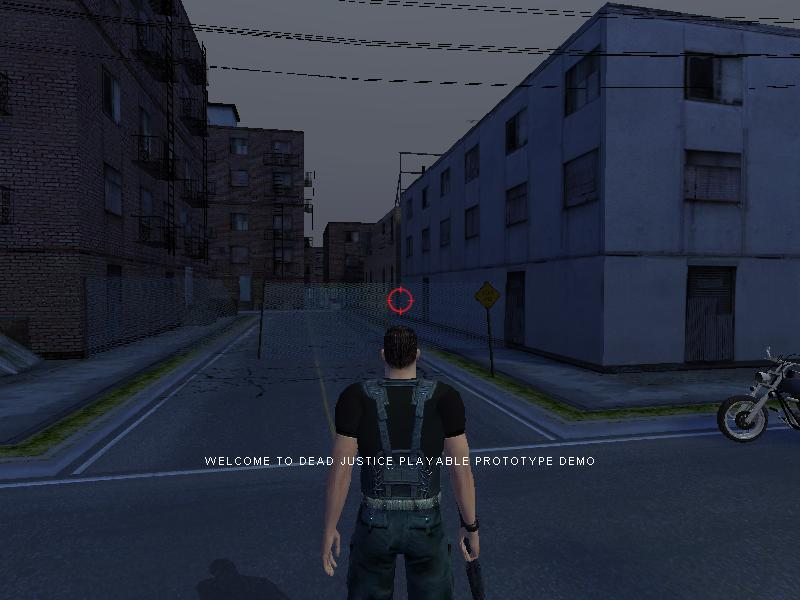
Personaje de Dead Justice en tercera persona.

Un videojuego de disparos en tercera persona (en inglés, third-person shooter) es un género de videojuegos y subgénero de los videojuegos de disparos en el cual el personaje es visto desde una perspectiva en tercera persona.
Debido a la naturaleza general del término, muchos videojuegos no son catalogados como videojuegos de disparos en tercera persona ya que sus estilos son abarcados por géneros más específicos. Los videojuegos de la serie Resident Evil anteriores a Resident Evil 4, incorporan una cámara en plano fijo y no son considerados videojuegos de disparos en tercera persona. En cambio, debido al énfasis en el terror y la supervivencia, son denominados survival horror. Haciendo contraste con esto, los videojuegos de la serie Grand Theft Auto a partir de Grand Theft Auto III en adelante se consideran videojuegos de disparos en tercera persona, pero también incorpora elementos de los videojuegos de rol y de los videojuegos de carreras. Ejemplos de videojuegos de disparos en tercera persona tradicionales incluyen MDK, la serie Dark Sector, Metal Gear Solid 4, Uncharted, la serie Splinter Cell, la mayor parte de los juegos GTA, Max Payne y S4 League.
Los videojuegos de disparos en tercera persona tienen sus ventajas y sus desventajas. Una perspectiva en tercera persona le permite al jugador estar más al tanto del ambiente. Sin embargo, la cámara se desconecta del movimiento, a diferencia de un videojuego de disparos en primera persona. Un control de cámara pobre puede causar que el jugador vea un área equívoca, al tener su línea de visión obstruida por objetos que estén detrás del personaje. Se han propuesto e implementado muchas soluciones a este tipo de problemas. Por ejemplo, si el jugador posiciona el personaje con la espalda contra una pared, la pared puede hacerse transparente para no estorbar la visión del jugador. Un ejemplo de esto se puede encontrar en el videojuego Warhawk, donde las estructuras y otros jugadores que se interpongan entre el personaje y la cámara pasan a ser translúcidos para facilitarle la visión al jugador. Otra solución es permitirle al jugador adoptar una vista en primera persona cuando la vista en tercera persona se vuelve problemática. Ejemplos de este caso pueden encontrarse en Star Wars: Battlefront, Gears of War y James Bond 007: Everything or Nothing.
La perspectiva en tercera persona también puede usarse para añadir elementos de los videojuegos de acción-aventura y de no combate. Videojuegos como Uncharted: Drake's Fortune y Tomb Raider desafían al jugador con acertijos para que resuelva e incorporar niveles de plataformas.
Algunos videojuegos de disparos en tercera persona conocidos son:
- Hitman 3 (PlayStation 4, PC, Xbox)
- Gears of War (Xbox 360)
- Uncharted (PlayStation 3)
- Dark Sector (PlayStation 3, Xbox 360, PC)
- Resident Evil 6 (PlayStation 3, Xbox 360, PC)
- Quantum Theory (PlayStation 3, Xbox 360)
- Max Payne (PlayStation 2, Xbox, PlayStation 3, Xbox 360, PC)
- Vanquish (PlayStation 3, Xbox 360)
- Gungage (PlayStation)
- Yakuza: Dead Souls (PlayStation 3)
- Shadows of the Damned (PlayStation 3, Xbox 360)
- Splatoon (Nintendo Switch)
- Fortnite Battle Royale (PlayStation 4, PC, Nintendo Switch, Xbox 360, Android)
- Evil West (PlayStation 4, PlayStation 5, Windows, Xbox One, Xbox Series X/S)
- Harry Potter y las reliquias de la Muerte: parte 1 (Nintendo DS, Wii, PlayStation 3, Xbox 360)
- Harry Potter y las reliquias de la Muerte: parte 2 (PC, Nintendo DS, Wii, Xbox 360, PlayStation 3)